# Talitsa
Talitsa (en russe : Талица) est une ville de l'oblast de Sverdlovsk, en Russie et le centre administratif du raïon de Talitsa. Sa population s'élevait à 16 135 habitants en 2013.

## Géographie
Talitsa est située sur la rive droite de la rivière Pychma, dans le bassin de l'Ob. Elle se trouve à 30 km à l'est de Pychma, à 110 km à l'ouest de Tioumen, à 191 km à l'est de Iekaterinbourg et à 1 605 km à l'est de Moscou.

## Histoire
Talitsa fut fondée en 1732. Une gare ferroviaire y fut ouverte en 1885. Elle accéda au statut de commune urbaine en 1933, puis à celui de ville en 1942.
La ville est connue pour son industrie pharmaceutique.

## Population
Recensements (*) ou estimations de la population
| 1926* | 1939*  | 1959*  | 1970*  | 1979*  |
| ----- | ------ | ------ | ------ | ------ |
| 4 636 | 11 561 | 17 248 | 18 335 | 18 222 |

| 1989*  | 2002*  | 2010*  | 2012   | 2013   |
| ------ | ------ | ------ | ------ | ------ |
| 19 888 | 18 860 | 16 225 | 16 100 | 16 135 |